# Zemaryalaï Tarzi
Zemaryalaï Tarzi (زمریالی طرزی en pachto),  né à Kaboul le 9 juillet 1939 et mort le 19 juillet 2024,, est un archéologue franco-afghan.
Zemaryalaï Tarzi termine ses études sous la direction de Daniel Schlumberger et obtient trois doctorats. De 1973 à 1979, il est le Directeur d'Archéologie et la Conservation des Monuments Historiques de l'Afghanistan et directeur général de l'Institut afghan d'archéologie (1972-1978). Réfugié en France en 1979, il occupe le poste de professeur d'Archéologie orientale à l'Université de Strasbourg.
Il est directeur de la mission archéologique française sur le site de Bamiyan. Le professeur Tarzi est l'auteur d'environ soixante articles et de livres.